# Româna timoceană
Româna timoceană (denumită limba română de reprezentanții comunității, dar Влашки / Vlaški în sârbă și nu Румунски/Rumunski) este o grupare de graiuri ale limbii române vorbite în estul Serbiei, pe Valea Timocului, și nord-vestul Bulgariei (în zona Vidinului sau Diu, numele vechi românesc).

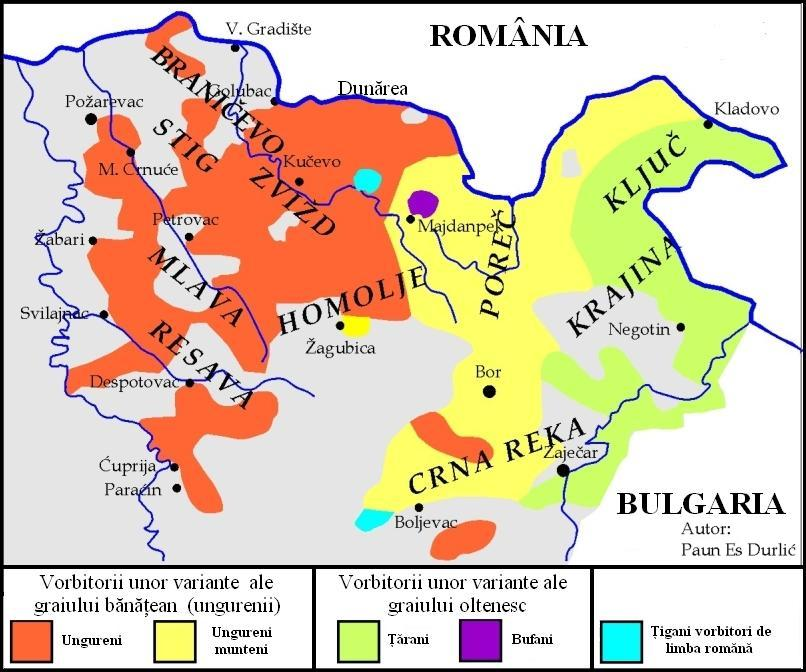
Graiurile românești din Timoc

## Serbia
Potrivit recensământului din 2002, numărul vorbitorilor de română (sau vlahă) din Serbia Centrală este de aproximativ 60 000 de persoane, dar această cifră este considerată subapreciată de unele organizații. Ethnologue publică în raportul său despre limba română o estimare a lui Iosif Bena din 1995, care cifrează numărul cumulat al românofonilor din Voivodina și Timoc undeva între 200 000 și 300 000. Eugen Simion, președintele Academiei Române, declara despre numărul românilor din Timoc că este variabil: „Unii zic ca sunt 500 000, alții 300 000. Fapt important este că sunt acolo, au o cultură tradițională, vorbesc româna în dialect oltenesc sau bănățean”.
| 1-5% 5-10% 10-15% | 15-25% 25-35% peste 35% |

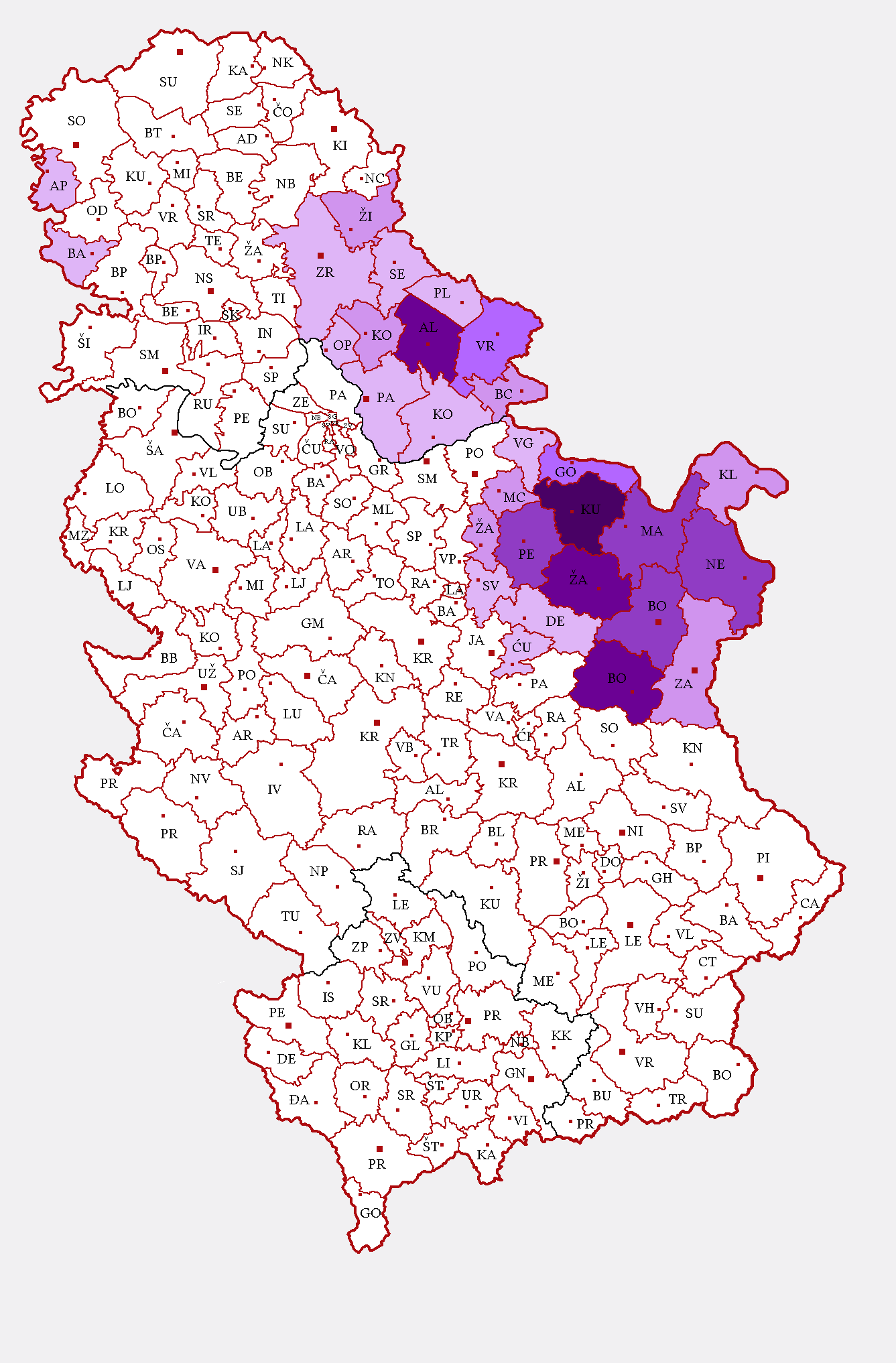
Limba română în Voivodina și Valea Timocului, recensământul din 2002

Românii din zonele muntoase vorbesc un grai care se aproprie mai degrabă de dialectul bănățean (aceștia poartă numele de „ungureni”), în timp ce românii din zonele joase din est vorbesc un grai foarte apropiat de cel oltenesc (aceștia poartă numele de „țărani”).
Româna timoceană este de cele mai multe ori o limbă colocvială, deoarece are un uz restrâns în școlile, bisericile și mass-media din Valea Timocului. Neaflându-se în contact permanent cu româna din România, limba română din Timoc are o structură arhaică și conține puternice influențe sârbești.

Potrivit unor surse din mass-media (între altele BBC, Pro TV și Gardianul), Serbia a recunoscut limba română ca limba maternă a vlahilor din estul Serbiei. Actul prin care s-a realizat aceasta confirmă fondarea Consiliul Național al Minorității Naționale Rumâne din Serbia în august 2007.
|  | „Vlahii au fost recunoscuți în sfârșit ca minoritate națională, iar limba română a fost acceptată ca fiind limba lor maternă” | — BBC |

Acest fapt se datorează introducerii în statutul înregistrat al consiliul național a termenului de limbă română (sârbă rumunski jezik) ca limba maternă a minorității vlahe. Reprezentanții minorității vlahe au pus pe seama acestui fapt tergiversarea înregistrării consiliului.
Până la acest moment, autoritățile sârbe considerau limba românilor/vlahilor din Serbia diferită de limba română din considerente politice și istorice. În unele declarații anterioare ale guvernului sârb se recunoaștea că „membri ai acestei populații, fără îndoială, au caracteristici asemănătoare cu cele românești” (limba și folclorul conducând spre varianta originii lor românești) și, totodată, că „reprezentanții minorității vlahe își susțin originea lor română”, dar se continua un proces de segregare majoră între românii din Voivodina și vlahii din Timoc. Cu toate acestea, ISO nu a atribuit limbii acestei populații un cod separat în standardul ISO 639.
Termenul de vlah/limbă vlahă este folosit de această comunitate lingvistică în documentele scrise în limba sârbă (vlaski), în timp ce termenul local, folosit de instituțiile reprezentative ale acestei minorități este român/limba română. 
De exemplu, consiliul reprezentativ al acestei comunități se cheamă : 
- Consiliul Național al Minorității Naționale Rumâne în română (sau vlahă),
- Nacionalni Savet Vlaške Nacionalne Manjine în sârbă,
- și National Council of Vlach (Roumanian) National Minority în engleză.

De asemenea, „Partidul Democrat al Rumânilor din Serbia” este denumit în sârbă „Vlašca Demokratska Stranka”, și această procedură se repetă și în cazul altor instituții ale minorității române din Timoc.
În ultimii ani conducerea statului sârb a depus eforturi pentru crearea unei etnii noi, valahe și a unei limbi valahe. 
Presedintele Comisiei pentru românii de pretutindeni din Senat, senatorul Viorel Badea a declarat la 1 martie 2012 că România nu va accepta invenția unei limbi vlahe.

## Bulgaria
În Bulgaria, limba română este pe cale de dispariție. Câteva sute de vorbitori de română locuiesc în zona Vidinului, care datorită numărului redus și a lipsei de sprijin din partea autorităților bulgare nu se bucură de școli, mass-media sau slujbe în limba română. 

## Hărți

Cercetări efectuate de Gustav Weigand asupra vocabularului românesc timocean:
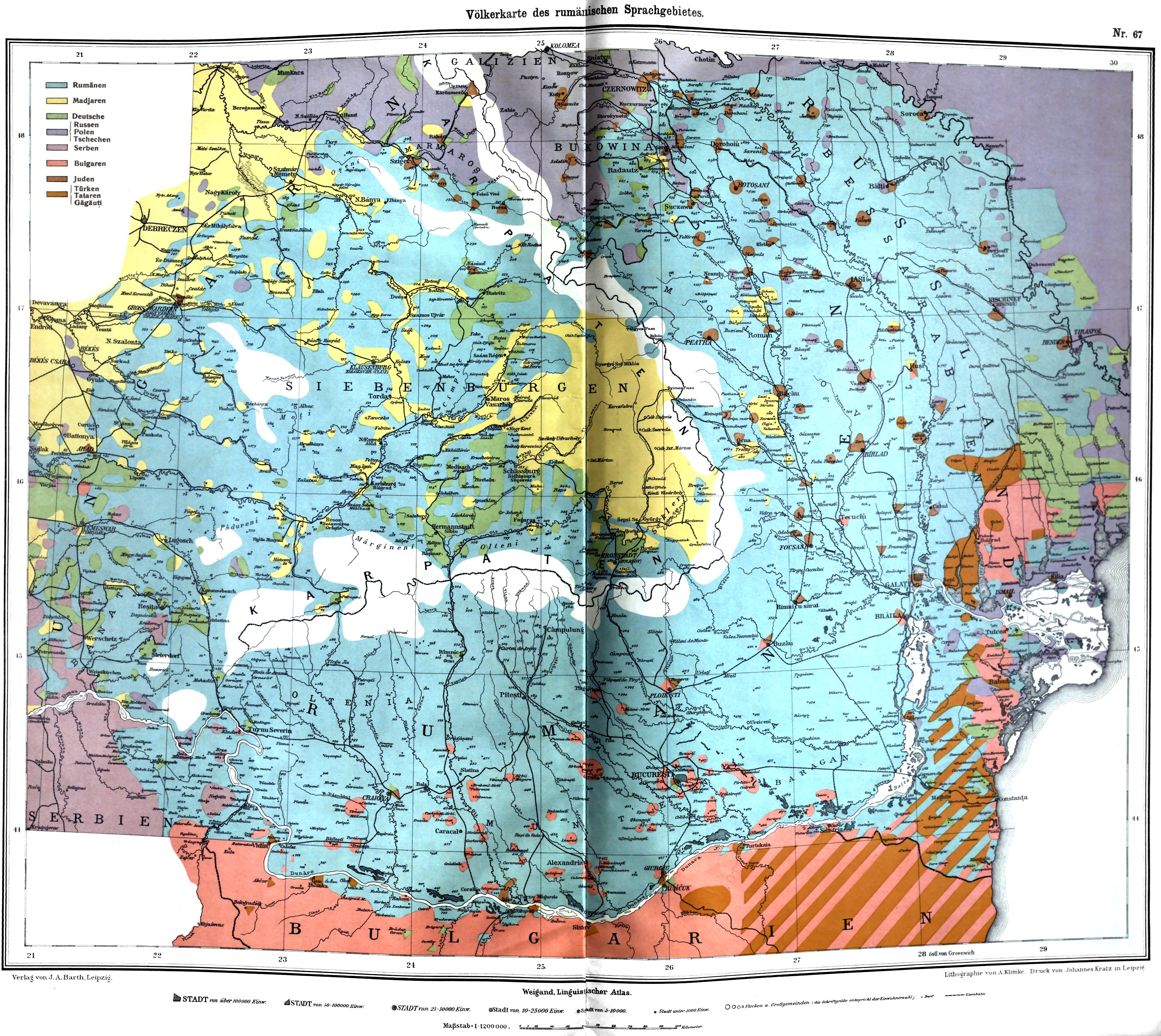
Arealul lingvistic românesc străbătut de Weigand în călătoriile sale
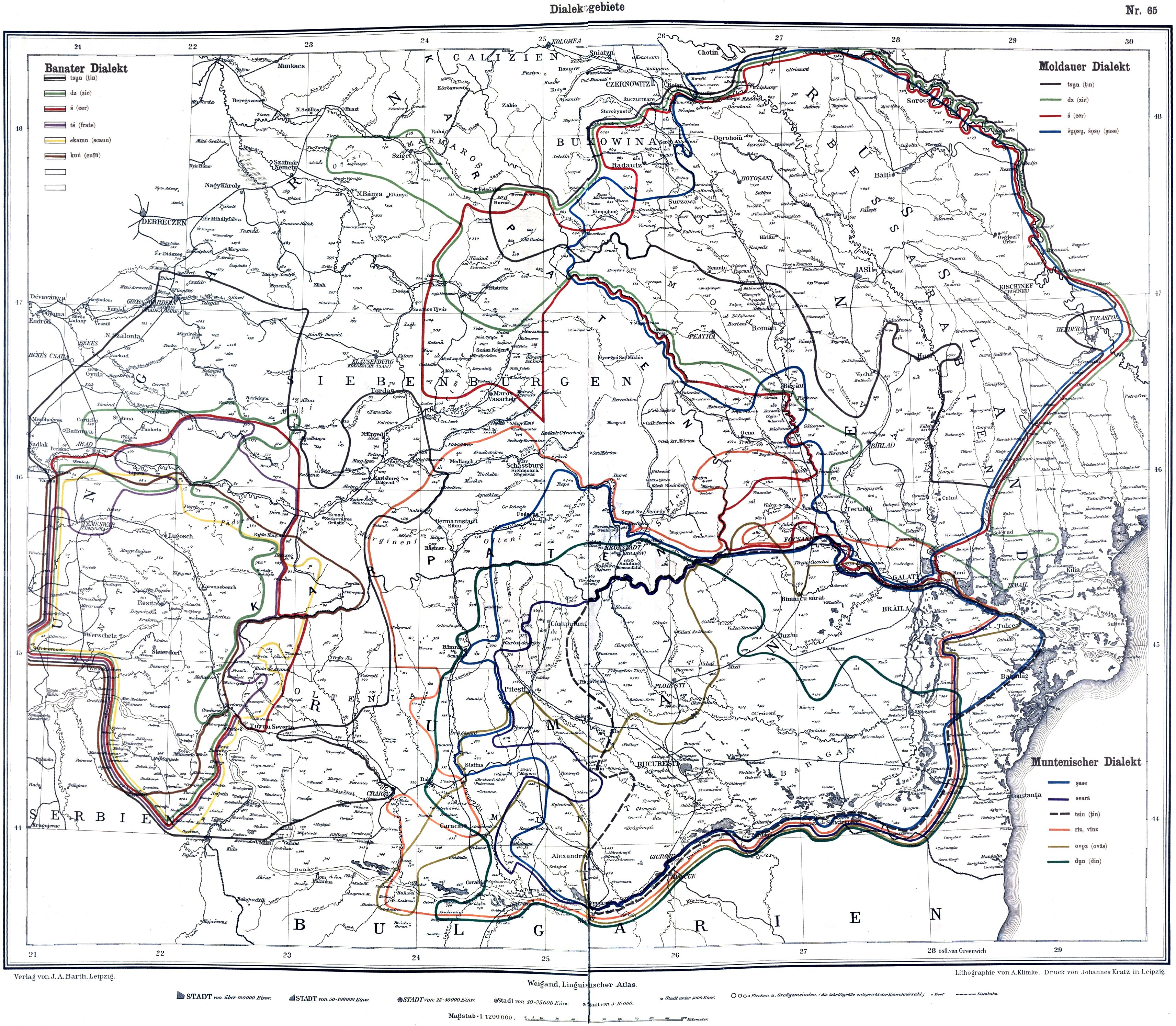
Extinderea graiului bănățean în Serbia Centrală
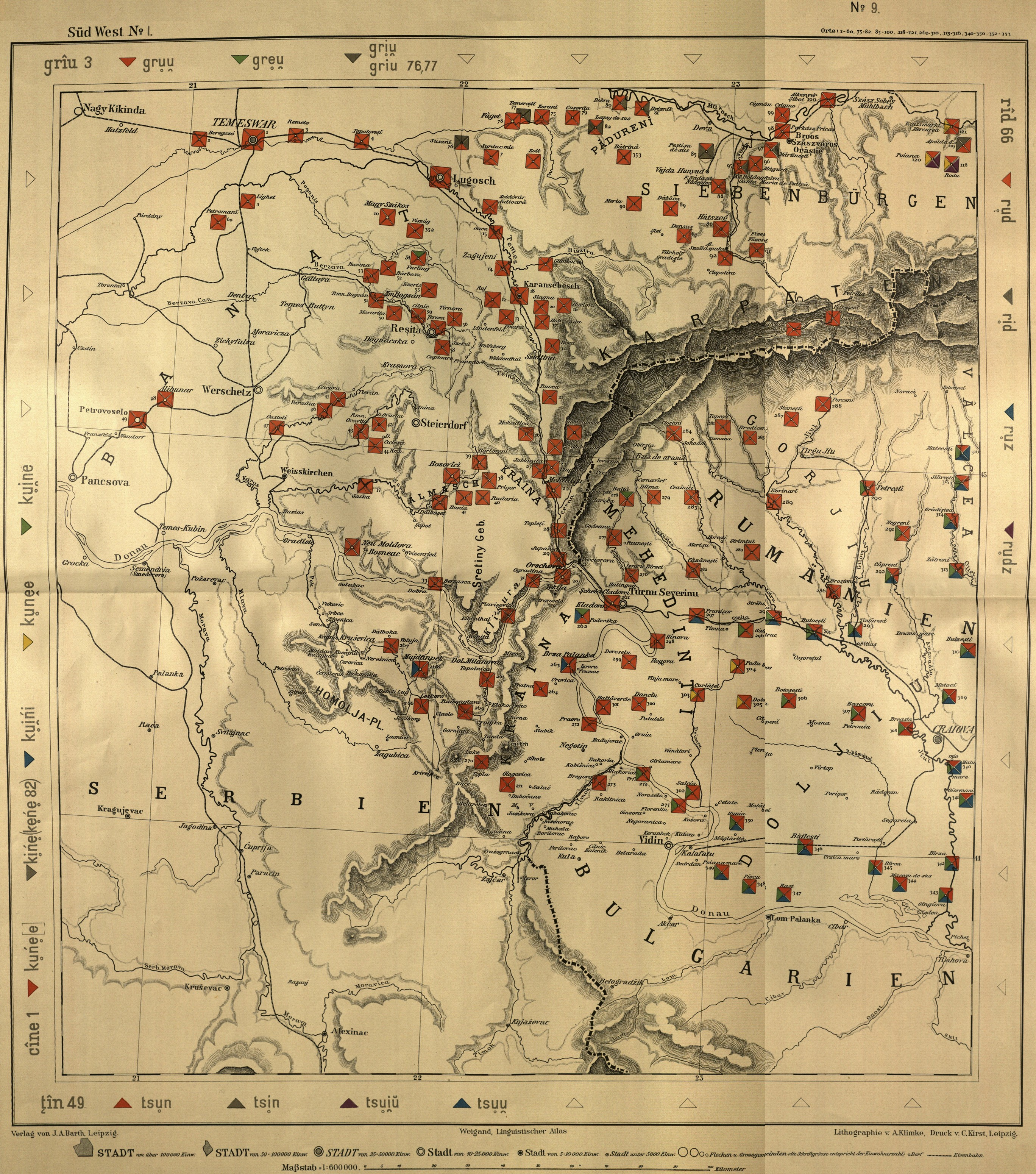
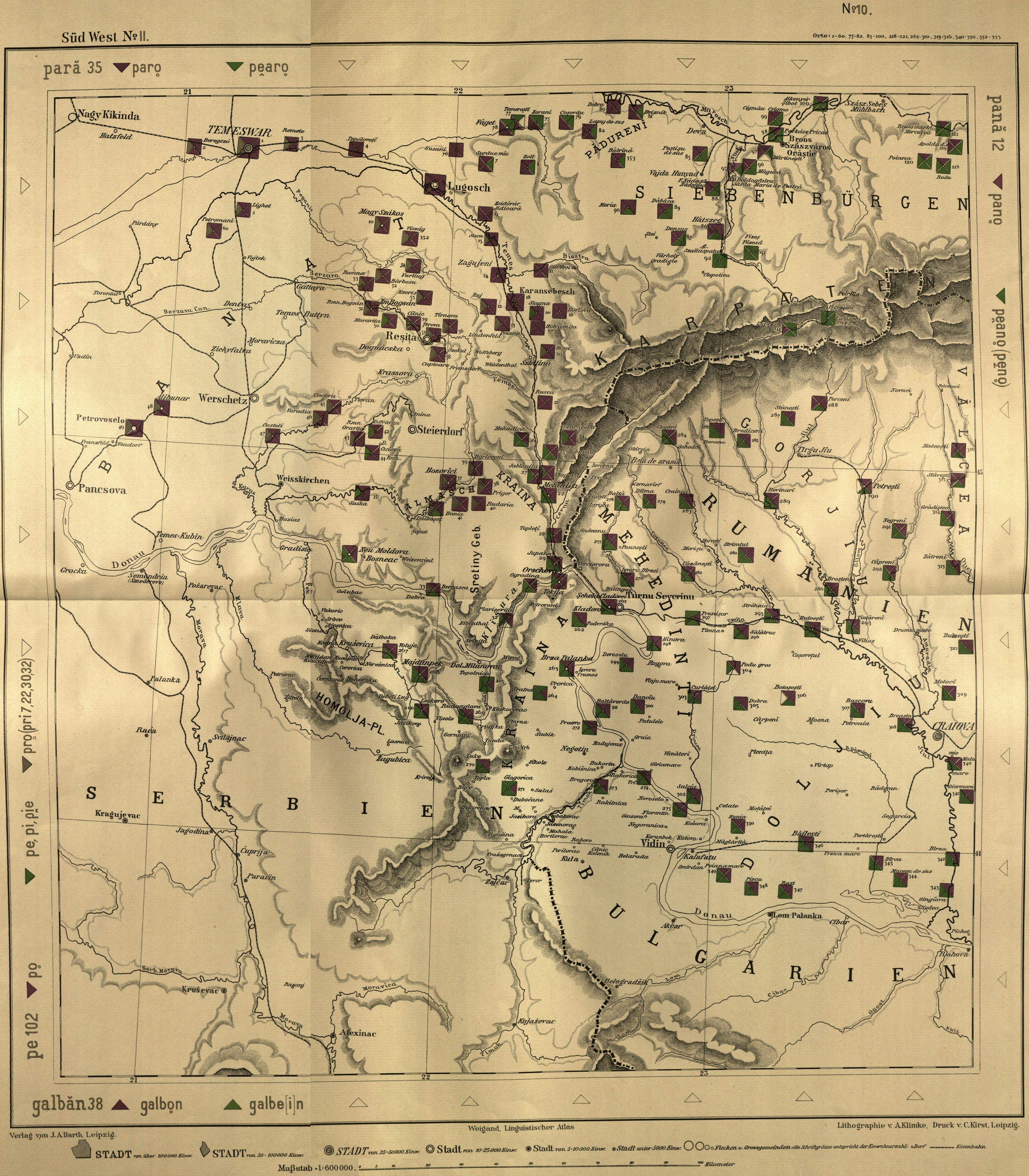
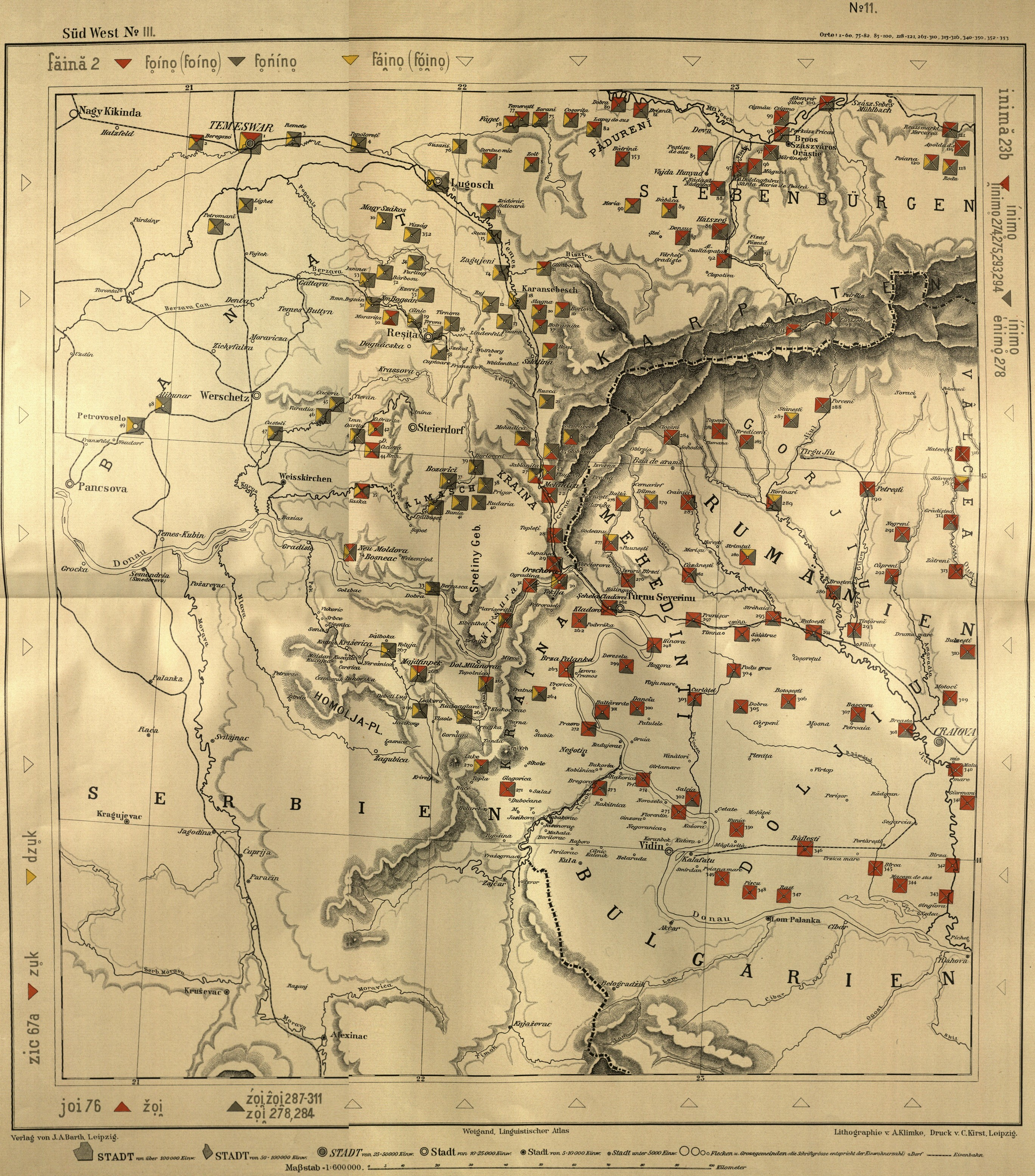
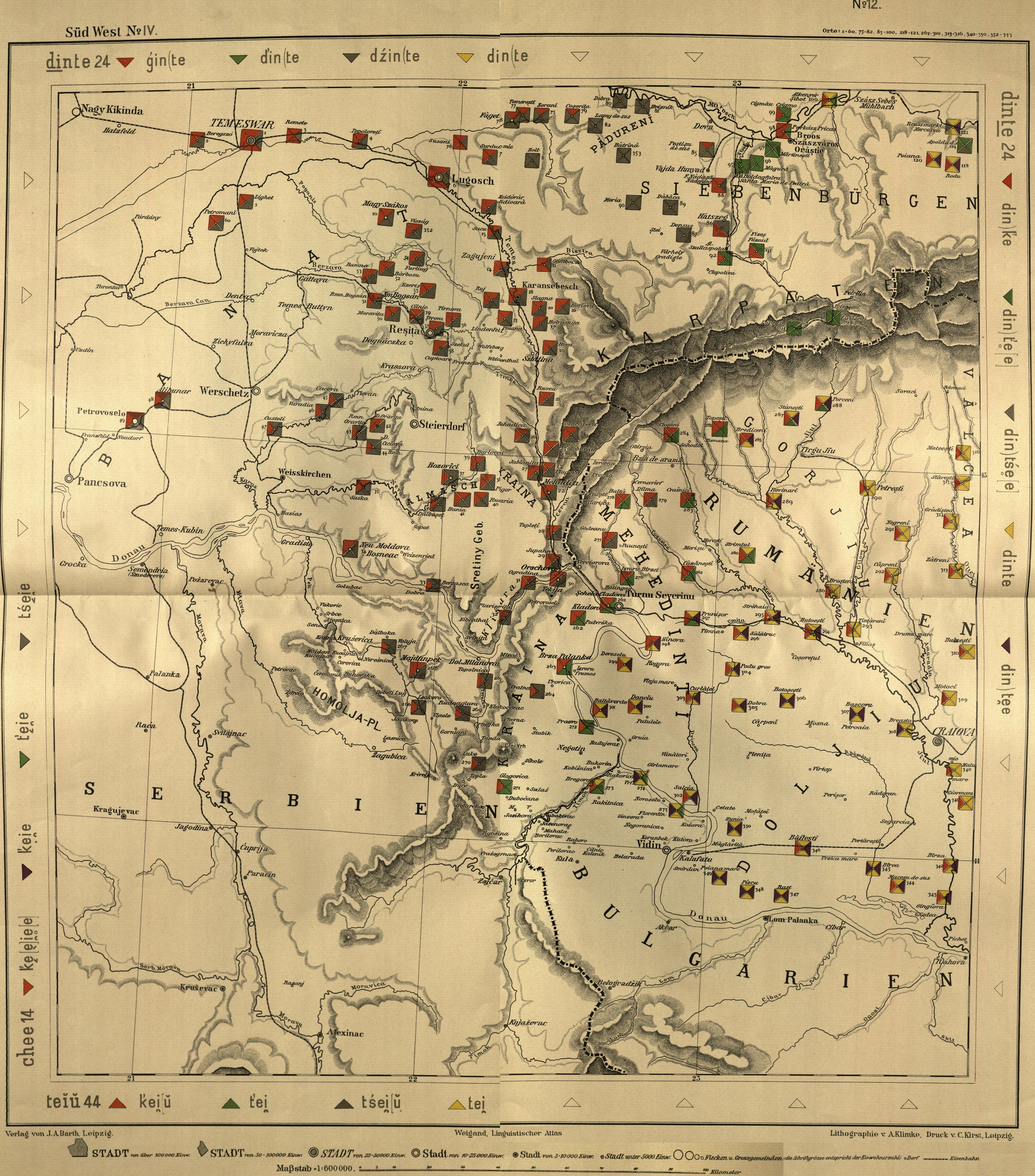
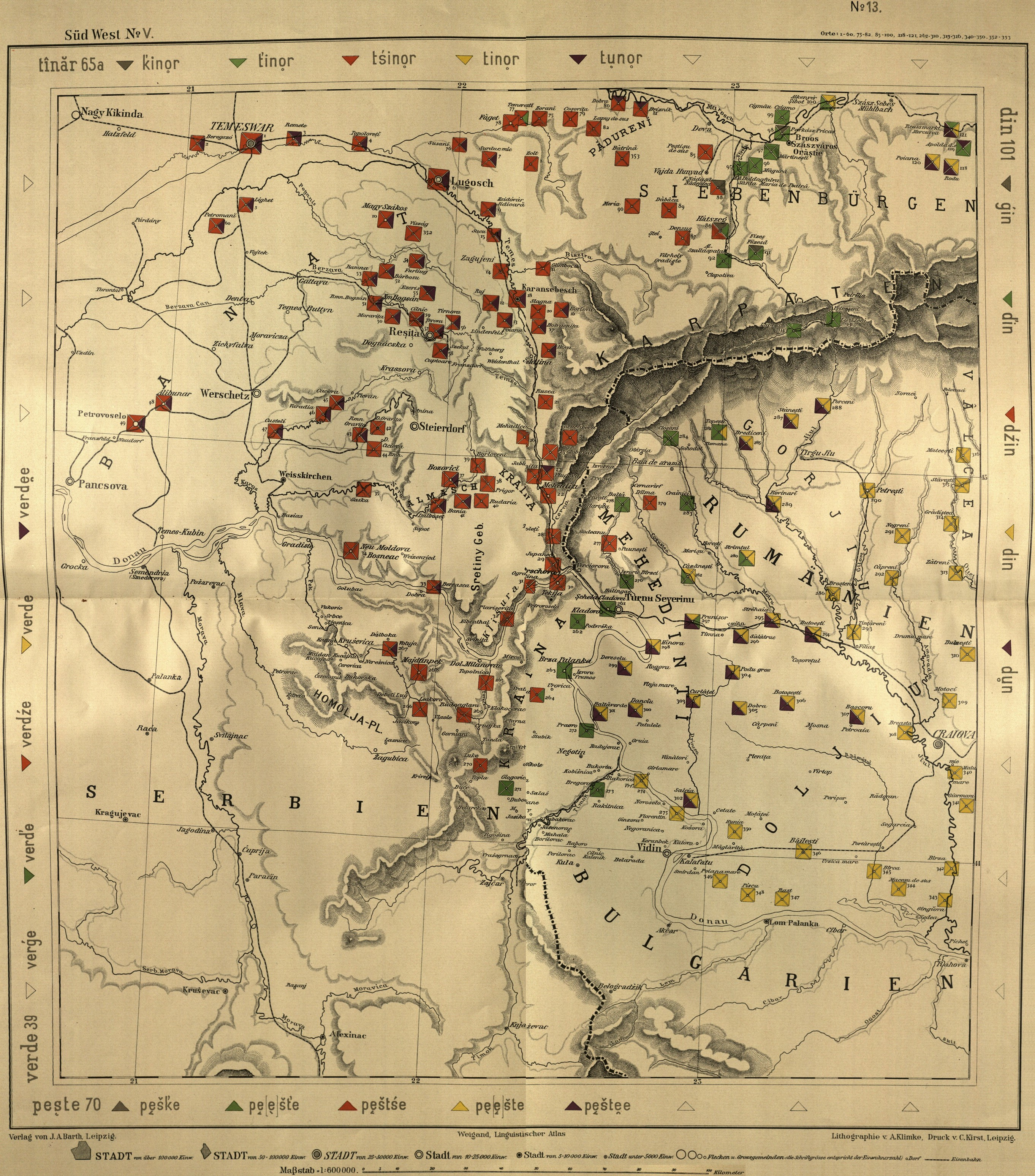
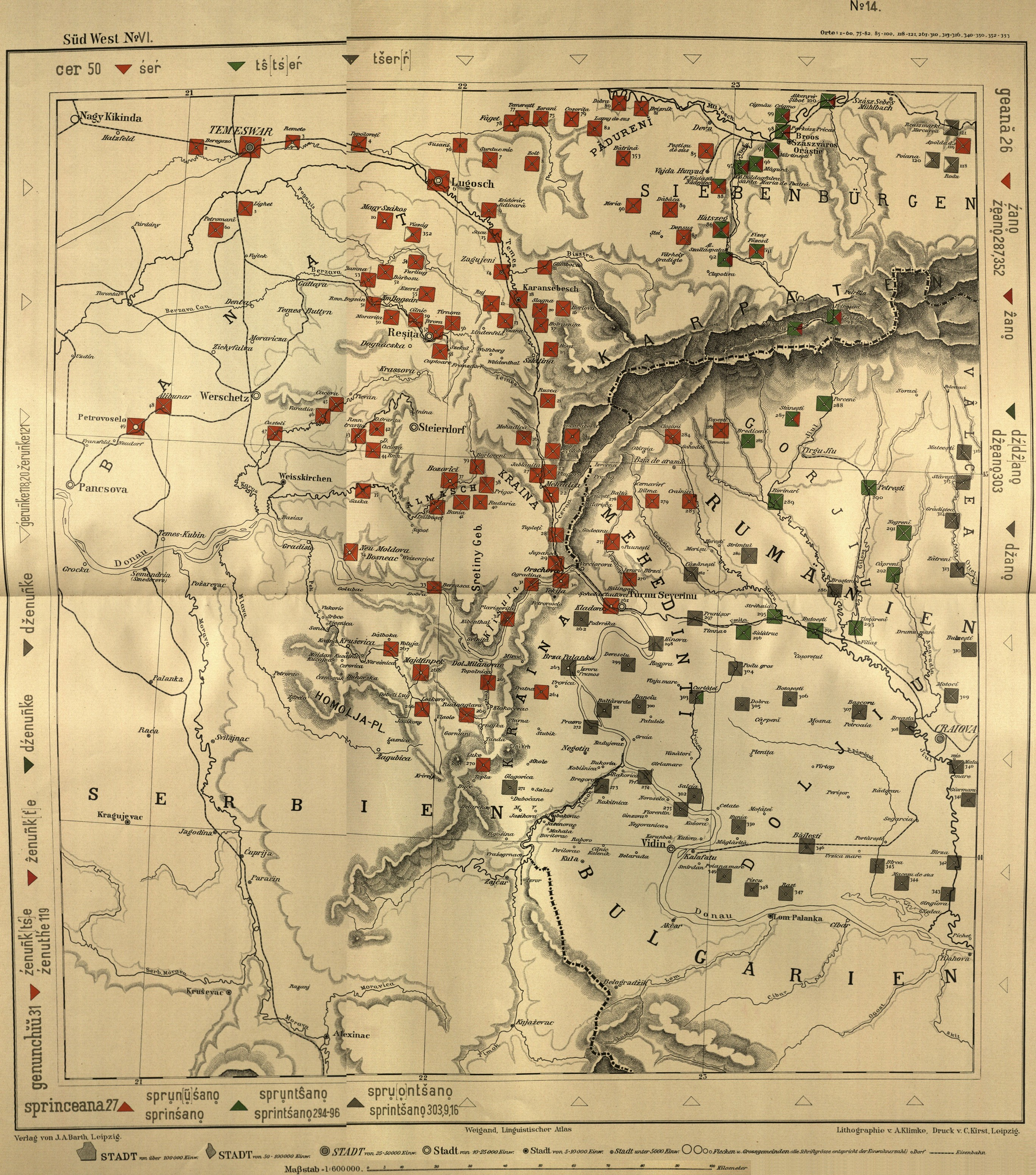
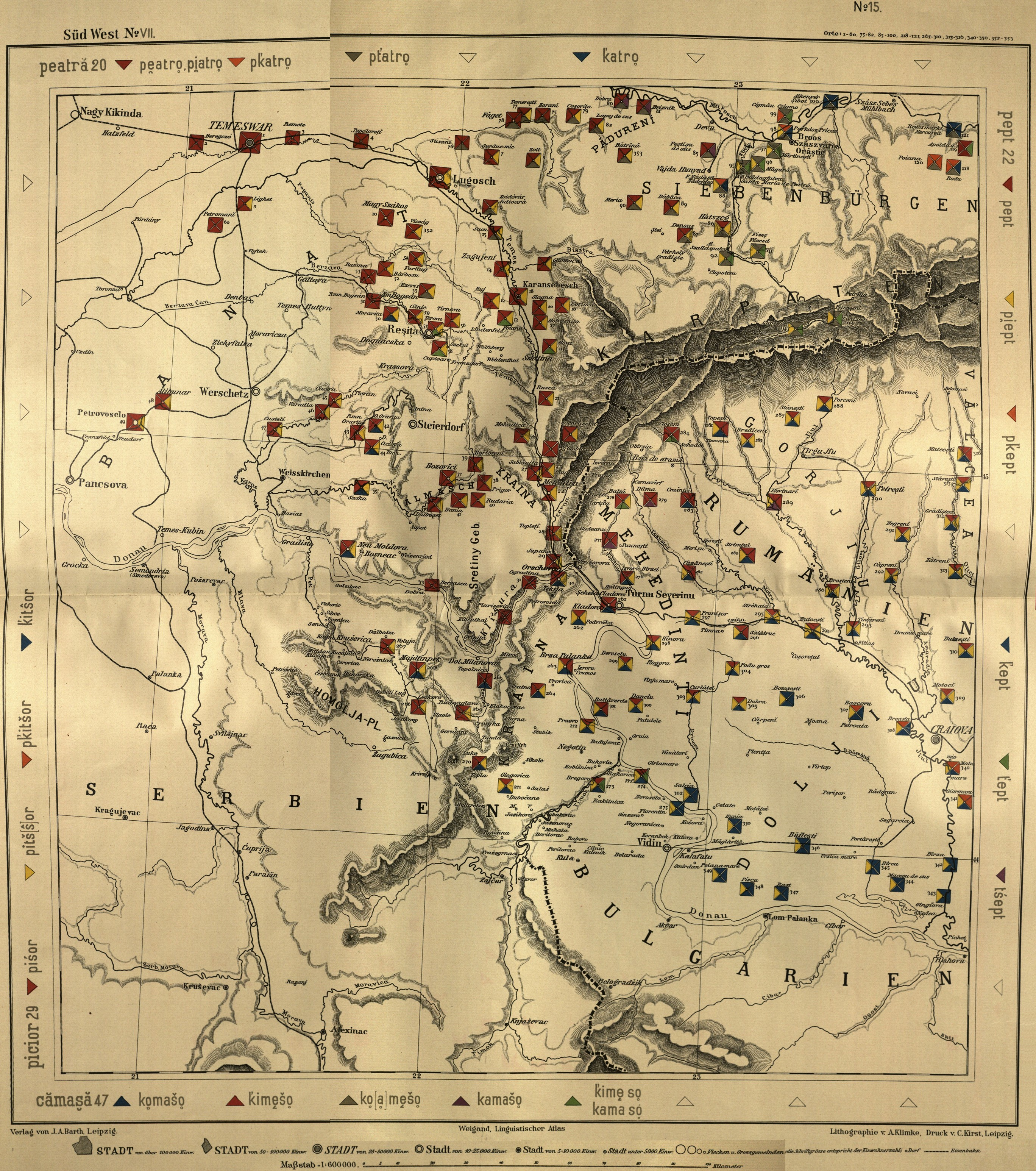
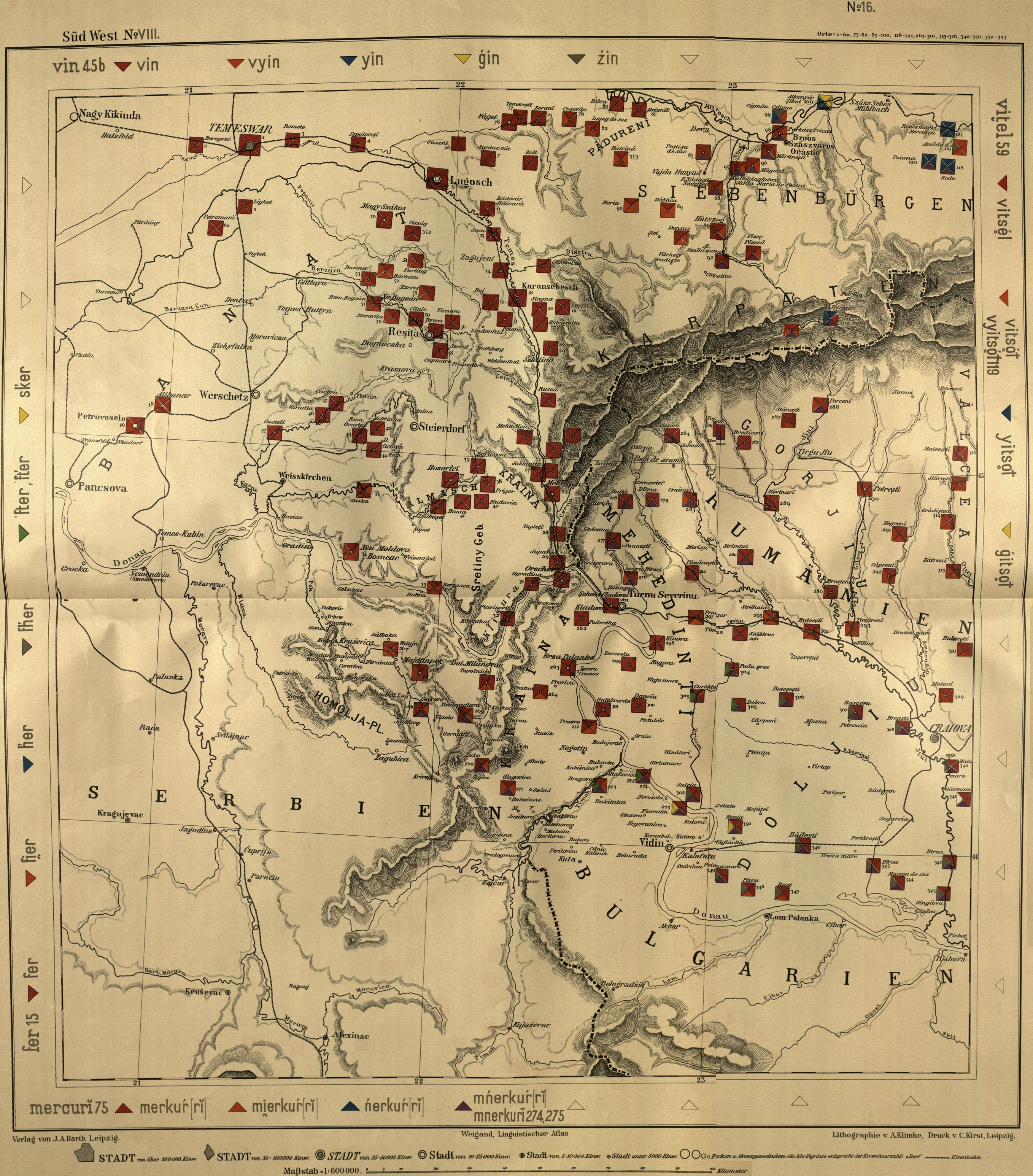